# Jesús Ceberio
Jesús Ceberio Galardi (Fuenterrabía, Guipúzcoa, 1946) es un periodista español. Dirigió El País entre 1993 y 2006. Se graduó en la Escuela de Periodismo de la Universidad de Navarra, en la cual también estudió Filosofía.

## Biografía
Inició su trayectoria profesional en el diario El Correo de Bilbao (1970-1976). También fue corresponsal del diario Informaciones y redactor y presentador del informativo regional de Televisión Española. En 1976 se incorporó a El País, como corresponsal y delegado en el País Vasco. En 1980 se encargó de la corresponsalía de América Latina, donde permaneció hasta 1985. A su regreso fue nombrado redactor jefe de cierre del periódico. 
En 1987 formó parte del equipo que publicó el semanario El Globo, del que fue subdirector y director. Se reincorporó a El País, donde se encargó de la subdirección de la edición dominical, la subdirección de información y la dirección adjunta. En noviembre de 1993 fue nombrado director de El País, cargo en el que permaneció hasta mayo de 2006. Durante su etapa como director, lanzó la primera edición digital del periódico y amplió la presencia del diario en América Latina.
En 2006 fue nombrado director general de la división de prensa de PRISA y, en 2011, consejero de ediciones de El País.